# Kunsterspring

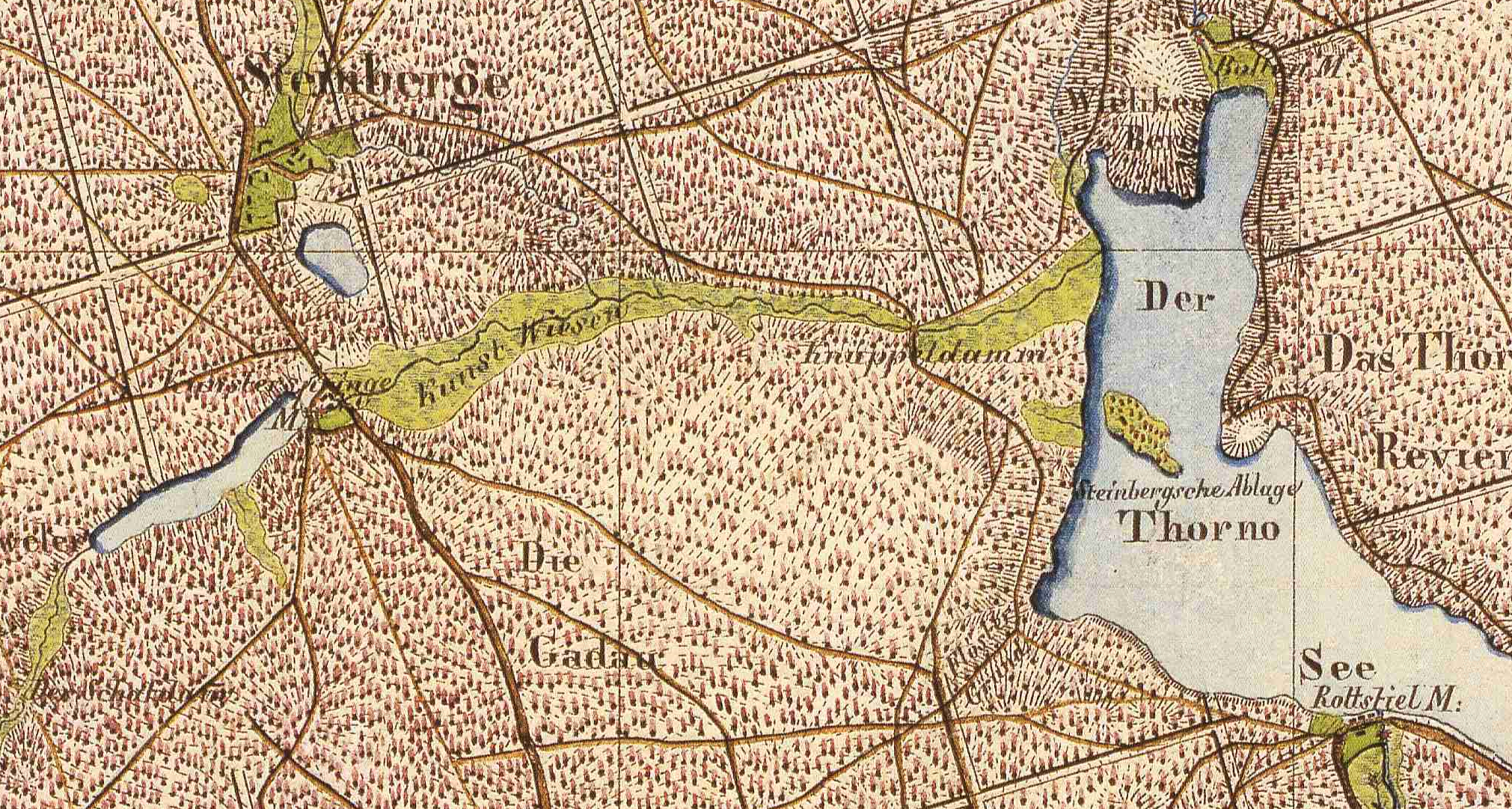
Kunsterspring, Rottstiel und Steinberge auf dem Urmesstischblatt 1:25.000 2942 Gühlen-Glienicke von 1825

Kunsterspring ist Gemeindeteil von Gühlen-Glienicke, einem Ortsteil der Stadt Neuruppin im Landkreis Ostprignitz-Ruppin (Brandenburg). Vormals vor 1895 Gemeindebezirk Steinberg, seit 1925 Ortsteil der Gemeinde Rheinsberg Glienicke und seit 1950 zu Gühlen-Glienicke gehörig.
Im Jahre 1750 wurde eine Wassermühle auf der Feldmark errichtet und aus dieser Kleinsiedlung entwickelte sich der heutige Gemeindeteil Kunsterspring.

## Lage
Kunsterspring ist ein Wohnplatz auf der Gemarkung von Gühlen-Glienicke, einem Ortsteil der Stadt Neuruppin. Es liegt 12 km nordwestlich vom Stadtkern von Neuruppin und ca. 2,4 km südsüdöstlich vom Ortskern Gühlen-Glienicke. Es ist über die L16 von Neuruppin gut zu erreichen; die L16 führt weiter nach Gühlen-Glienicke. Nächster Ort ist der Gemeindeteil Steinberge, der Luftlinie nur 600 m Richtung Gühlen-Glienicke entfernt liegt. Nur etwa 100 m entfernt in Richtung Norden liegt der Steinbergesee. Südlich fließt die Kunster (historisch der Kuster-Spring) und der kleine Ort liegt fast völlig im Wald auf einer Höhe von 62 m ü. NHN

## Geschichte

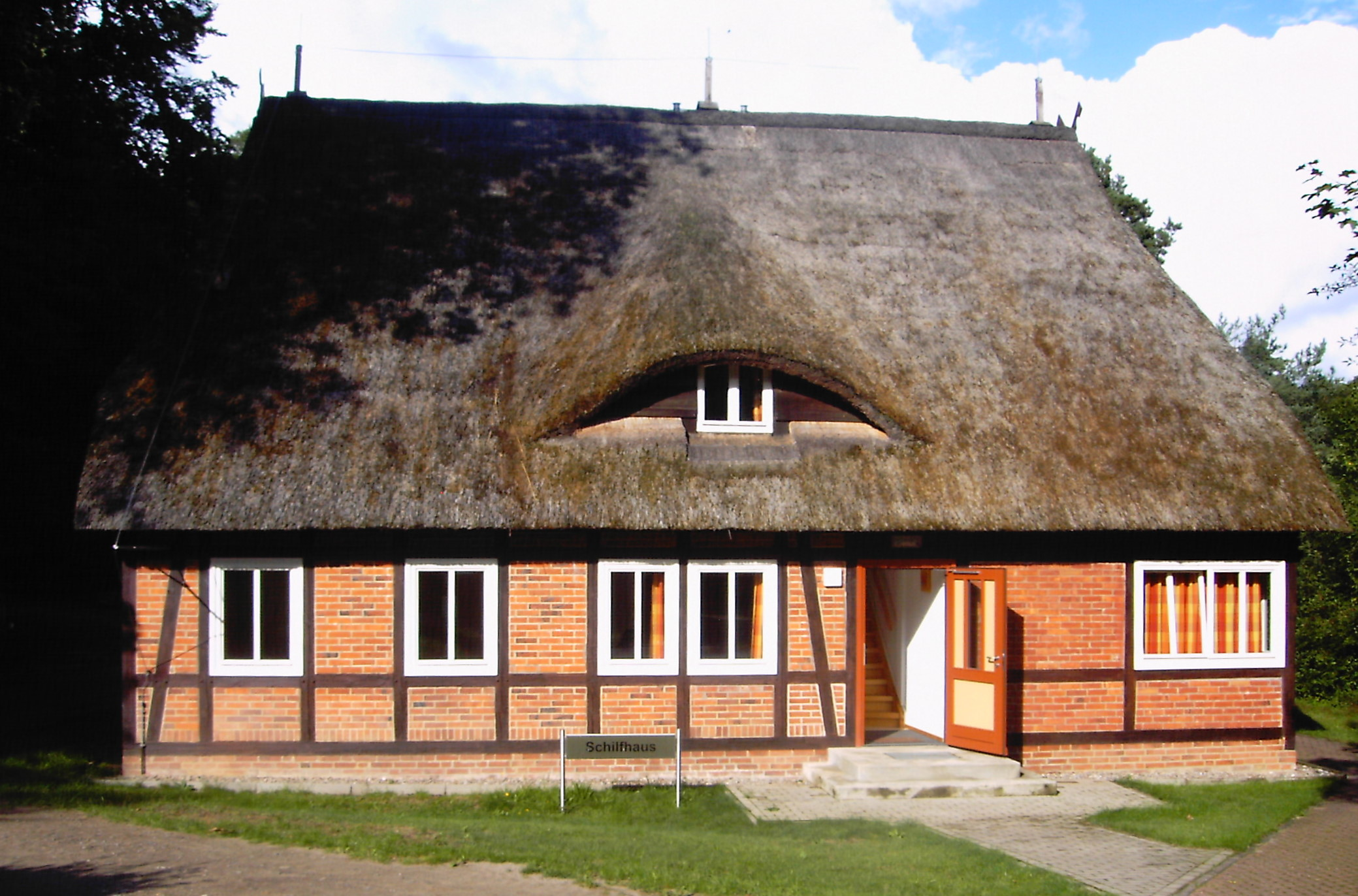
Das 1935 erbaute Schilfhaus

Der Ort wurde schon 1353 erstmals urkundlich genannt und fiel im Jahre 1358 wüst „dat se my hebben wuste gemaket dat dorp tu der Kunst“, da die Leute der Grafen von Ruppin Kunst zerstörten (der Grund hierfür ist nicht bekannt).
Der Name ist nur schwer zu deuten. Entweder handelt es sich um einen umgedeuteten slawischen Ortsnamen, oder er ist tatsächlich vom Wort Kunst abgeleitet. Kunst bedeutete im Mittelalter – vgl. Wasserkunst – eine technische Vorrichtung zum Verteilen von Wasser, denkbar wäre eine Bewässerung von höher gelegenen Feldern mittels eines ausgeklügelten Bewässerungssystems. Als Kunst kann auch ein Reservoir von Wasser bezeichnet werden.
Am 27. Oktober 1353 erhielt Henning Behr den Forst Lietze zusammen mit dem obersten Marschallamt des Landes Stargard vom Herzog Albrecht II. von Mecklenburg zu Lehen. Von den Dörfern der Lietze blieben letztendlich nur Netzeband, Rossow und Schönberg als mecklenburgische Exklaven an der Grenze der Herrschaft Ruppin und der Prignitz übrig.
1358 beklagte sich Ritter Henning Behr (Bere) bei seinem Lehensherrn Herzog Albrecht von Mecklenburg, dass die Grafen von Lindow und ihre Gefolgsleute die von Rohr ihm seine Dörfer Kunst, Drosedow (Drusedow) (Gemeinde Wustrow, Lkr. Mecklenburgische Seenplatte), Darritz (Dargitz) (Wohnplatz der Gemeinde Märkisch Linden) und Rottstiel (Wohnplatz der Stadt Neuruppin) wuste gemaket haben. Auch seine Dörfer Netzeband, Katerbow und Rägelin wurden geschädigt. Der Grund der Fehde und der Zerstörungen ist nicht ersichtlich, zumal die vier (völlig) verwüsteten Dörfer jeweils mehr oder weniger weit auseinander lagen. Wahrscheinlich wurde Kunst in der weiteren Folge der Geschichte nicht wieder aufgebaut, ebenso Rottstiel (1525: ebenfalls wüste Feldmark).
1541 war Kunst definitiv eine wüste Feldmark, das bedeutet, dass das Dorf völlig verschwunden war. Die Feldmark wurde jedoch von Bauern des Dorfes Katerbow bewirtschaftet. Vor dem Wüstfallen des Dorfes gehörte Kunst zur Pfarrei Neuruppin. Der Pfarrer von Neuruppin erhielt daher von den Bauern von Katerbow einen halben Wispel Hafer von der wüsten Feldmark Kunst. 1574 hatte auch ein Bauer in Zühlen eine Wiese auf der Feldmark Kunst. Sie gehörte damals schon und auch in der weiteren Folge der Geschichte zum Amt Alt Ruppin. 1590 wurde die Lage der Feldmark näher beschrieben. Sie grenzte an die damals ebenfalls wüsten Feldmarken von Prozechel, Randersleben, Steinberge und Eggersdorf (Steinberge entstand später wieder neu). Die noch vorhandenen Ackerflächen wurden von den Bauern von Katerbow gegen Pacht bewirtschaftet. Das Vorwerk Linow hatte eine Wiese zu 30 Fuder Heu und zwei Leute aus Alt Ruppin hatten ebenfalls Wiesen auf der Feldmark. Auch das Vorwerk Storbeck nutzte Teile der Feldmark als Schafweide.
Während des Dreißigjährigen Krieges fiel die Feldmark nun im eigentlichen Sinn wüst, sie bewaldete sich und war 1654, wie es in einem Schriftstück heißt, völlig mit Holz bewachsen. Im Jahre 1697 wurde die Kunsterspring geräumt, d. h., dass Teile der Feldmark gerodet und wieder urbar gemacht. 1750 wurde eine Wassermühle auf der Kunst und an der Kunster erbaut. 1764 hatte der Müller Kehrberg dort ein Wohnhaus, eine Scheune, einen Stall und ein Nebengebäude. Die Mühle wurde daher im Schmettauschen Kartenwerk von 1767/87 Kehrbergmühle genannt. Die Bewohner der Mühle gingen in Zühlen zur Kirche.
1767 hatte die kleine Siedlung drei Feuerstellen (Wohnhäuser) und 12 Einwohner, 1787 waren es 18 Einwohner. Johann Ernst Fabri nennt den Ort Kunster Mühle oder auch Kehrbergsche Mühle die vom kleinen Fließ Kunster Sprig angetrieben wurde
Im Jahre 1798 gehörten zur Mühle größere Ackerflächen, die mit einem Wispel Roggen, 10 Scheffel Hafer, 2 Scheffel Erbsen, einem Wispel 12 Scheffel Kartoffeln und 7 Scheffel Buchweizen besät wurden. Dazu gab es Wiesen für zwei Pferde und 10 Stück Rindvieh. Im Jahre 1798 gab zwei Wohnstätten, in denen 1766 16, 1785 21 und 1798 22 Menschen lebten. Unter ihnen befanden sich drei Einlieger, ein Hirte, fünf Männer, fünf Frauen, sieben Kinder und 5 Dienstboten.
Bratring erwähnt zudem, dass das hier entspringende mineralische Wasser die Kochquelle im vorigen Jahrhundert vielen Kranken geholfen haben soll.
Im Jahr 1801 gibt es zwei Wohnstätten (Feuerstellen) mit 27 Bewohnern, darunter vier Einliegern. Der Müller hatte seine Abgaben dem Amt Alt Ruppin zu entrichten. 1797 hatte ein Mühlenmeister Thederan die Kunstermühle inne. 1801 übernahm seine Frau Marie Wilhelmine Henriette, geb. Rosenberg die Mühle. Im Jahre 1834 wird erstmals der Mühlenmeister Hartz genannt, 1868 folgte ein Mühlenmeister Rost und 1875 ein Mühlenmeister Reich.
Im Jahre 1817 wurde der Ort Kunsterspring genannt, die Mühle wird als Wasser-, Mahl-, Schneide- und Lohmühle beschrieben. Sie gehörte nun einem Müllermeister Pagel, der seine Abgaben weiter zum Amt Alt Ruppin leistete. Der Ort hatte neun Einwohner. Im Jahre 1834 kaufte der damaligen Besitzer Mühlenmeister Hartz 3 Morgen 136 Quadratruten Forstland hinzu. 1840 gab es ein Wohnhaus mit 12 Bewohnern und um 1850 gehörten 40 Morgen Äcker und Wiesen zur Mühle. 1860 standen hier neben dem Wohnhaus noch drei Wirtschaftsgebäude. Die Mühle wird als Wassergetreidemühle und Wassersägemühle beschrieben. In der Siedlung wohnten noch 8 Menschen. Kunsterspring gehörte damals zur Colonie Steinberge. 1895 war ein Herr Rost Besitzer der Mühle. 1917 brannte die Mühle ab und wurde nicht wieder aufgebaut.
1952 wurde die Waldarbeitsschule eröffnet, als Internat für die Lehrlinge diente ein von dem Industriellen Paul Dörken 1935 errichtetes Jagdhaus (Schilfhaus). In den 1970er Jahren wurden hier auch zahlreiche junge Vietnamesen, später auch Kambodschaner ausgebildet.
1955 bis 1963 wurden in einer Pelztierfarm an der Kunster Nutrias (Myocastor coypus) gezüchtet. Darauf folgte eine Entenmastanlage. 1967 wurde ein forstbotanischer Garten angelegt. Angeschlossen war ein Gehege, das zunächst verletzte oder verwaiste Wildtiere aufnahm. Daraus entwickelte sich der Tierpark, den 1975 der Rat der Stadt Neuruppin übernahm.

### Einwohnerentwicklung
| Jahr      | 1766 | 1785 | 1798 | 1817 | 1840 | 1858 | 1925 |
| Einwohner | 16   | 21   | 27   | 9    | 12   | 8    | 19   |

### Historische Landwirtschaft
| Aussaat     | Roggen    | Hafer       | Erbsen     | Kartoffeln            | Buchweizen |
| Menge       | 1 Winspel | 10 Scheffel | 2 Scheffel | 1 Winspel 12 Scheffel | 7 Scheffel |
| Tierbestand | Pferde    | Rinder      |            |                       |            |
| Stück       | 2         | 10          |            |                       |            |

## Mühlenbesitzer
Die bisher ermittelten Mühlenbesitzer in der Übersicht:
- 1796 Mühlenmeister Thederan[8]
- 1801 Marie Wilhelmine Henriette, geb. Rosenberg, verehelichte Thederan, Mühlenbesitzerin[16]
- 1834 Mühlenmeister Hans Heinrich Hartz[9][17]
- 1857 Mühlenmeister Hartz, stellvertretender Schiedsmann für den IV. ländlichen Bezirk des Kreises Ruppin[18]
- 1864 Mühlenbesitzer Carl Hartz, Schiedsmann im IV. ländlichen Bezirk des Kreises Ruppin[19]
- 1868 Mühlenbesitzer Reich[20]
- 1875 Mühlenbesitzer Rost[21]

## Waldarbeitsschule, Wirtschaft und Freizeit

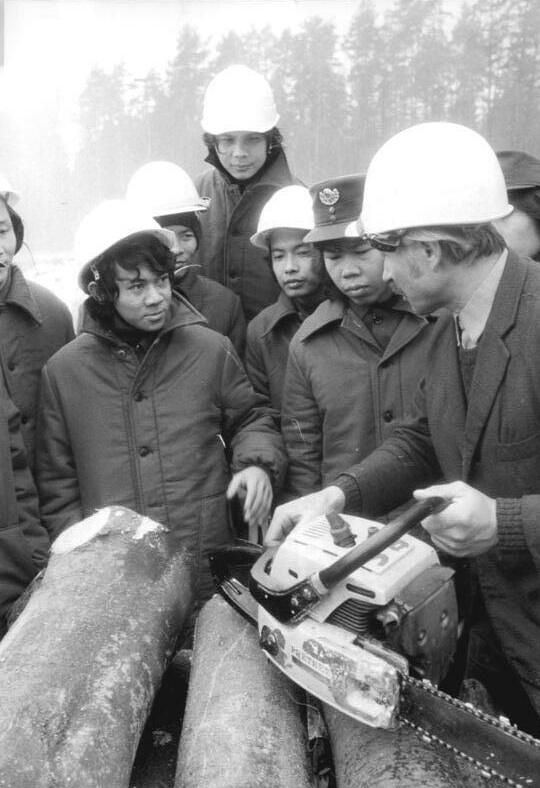
Lehrlinge der Waldarbeitsschule Kunsterspring

1952 wurde in Kunsterspring die Waldarbeitsschule Kunsterspring als regionale Ausbildungsstätte für Forstfacharbeiter gegründet. Die Schule wurde seither mehrfach umgebaut und erweitert und ist heute mit einem Internat gekoppelt. An der Kunster hat sich ein Forellen- und Saiblingszuchtbetrieb angesiedelt. Kunsterspring hat einen Tierpark, in dem etwa 90 einheimische Tierarten gezeigt werden.

## Wirtschaft
- Forellen- und Saiblingszucht Kunsterspring GmbH (seit 1986)

## Vereine
- Verein der Freunde und Förderer des Heimattierparkes Kunsterspring e. V. (seit 10. Juni 1991)

## Sehenswürdigkeiten
- Oberhalb von Kunsterspring ist das Tal der Kunster mit jeweils einem breiten Streifen beiderseits des Tales, einschließlich der Kochquelle als Kunsterspring (Naturschutzgebiet) ausgewiesen. Durch das 101 ha große Naturschutzgebiet gibt es einen Naturlehrpfad.[24]
- Tierpark Kunsterspring, spezialisiert auf die heimische Tierwelt.

## Gedenkstätte

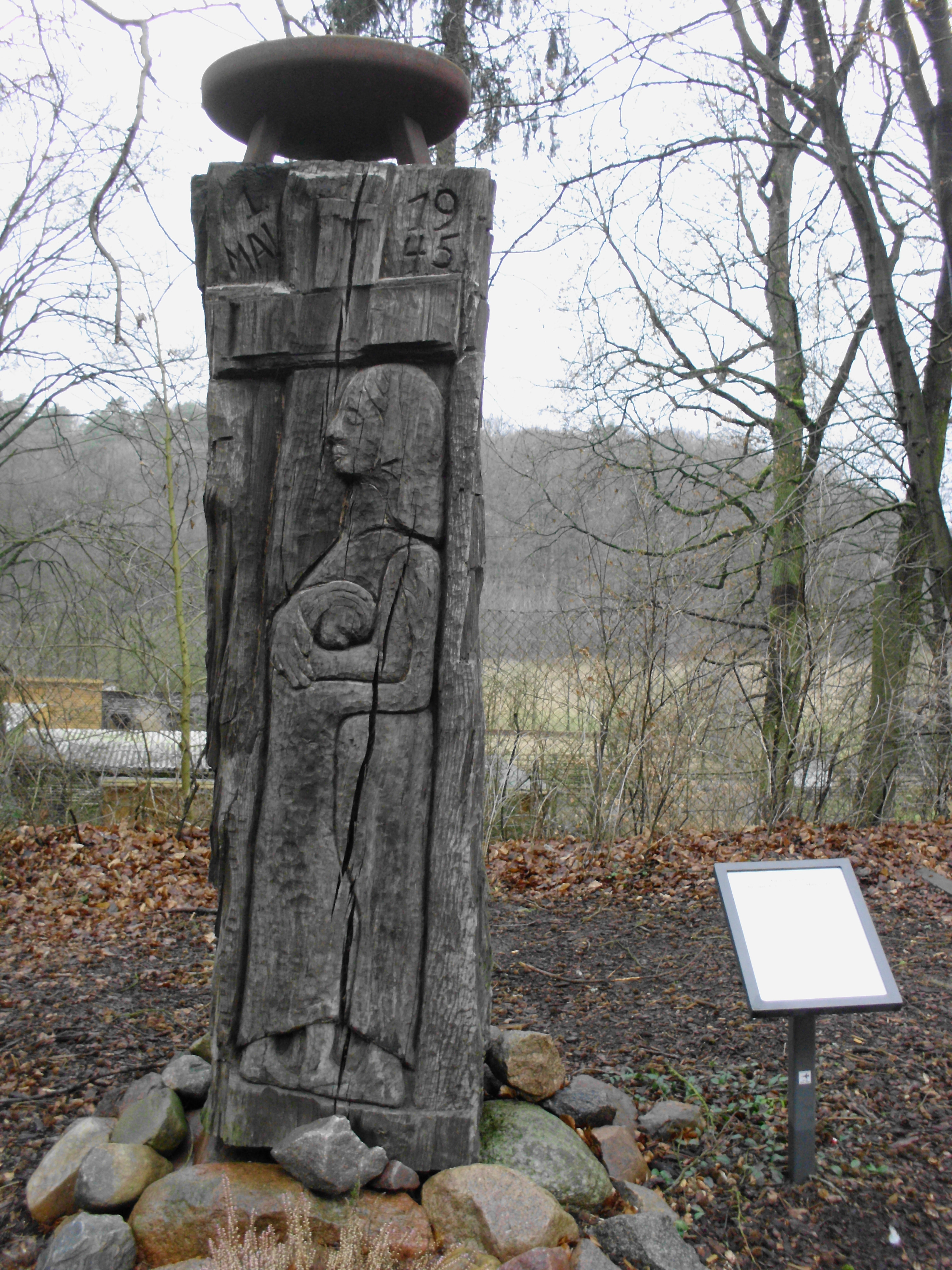
Mahnmal Kunsterspring

- Mahnmal für die Toten vom 1. Mai 1945, geschaffen von Hans-Hermann Degener (Künstler aus Neuruppin) nach dem Motiv des Hamburger Ehrenmals aus dem Jahre 1931 von Ernst Barlach, Standort Neuruppin, Ortsteil Kunsterspring, auf dem Parkplatz des Tierparks

## Kunsterspring in der Kunst
- Gedicht von Eva Strittmatter über Kunstspring[25]